# Будники (село)
Бу́дники — село в Україні, у Ковельському районі Волинської області. Населення становить 197 осіб. Входить до складу Рівненської сільської громади.

## Історія
До 18 липня 2017 року село підпорядковувалось Столинсько-Смолярській сільській раді Любомльського району Волинської області.

## Населення
Згідно з переписом УРСР 1989 року чисельність наявного населення села становила 197 осіб, з яких 104 чоловіки та 93 жінки.
За переписом населення України 2001 року в селі мешкала 191 особа.

### Мова
Розподіл населення за рідною мовою за даними перепису 2001 року:
| Мова       | Відсоток |
| ---------- | -------- |
| українська | 98,98 %  |
| російська  | 1,02 %   |